# Ommata curtipennis
Ommata curtipennis är en skalbaggsart som beskrevs av Dmytro Zajciw 1966. Ommata curtipennis ingår i släktet Ommata och familjen långhorningar. Inga underarter finns listade i Catalogue of Life.